# آماده برای عشق
«آماده برای عشق» (انگلیسی: Ready for Love) تک‌آهنگ تبلیغاتی از گروه دخترانهٔ کره‌ای بلک‌پینک برای همکاری با بازی بتل رویال پابجی موبایل است. این ترانه در ۲۹ ژوئیه ۲۰۲۲ منتشر شد و نخستین انتشار کره‌ای گروه از زمان انتشار آلبوم (۲۰۲۰) است.

## پیش‌زمینه و انتشار
در ۱۲ ژوئیه ۲۰۲۲، وای‌جی انترتینمنت اعلام کرد که بلک‌پینک یک کنسرت مجازی درون بازی در پابجی موبایل از ۲۲ تا ۳۰ ژوئیه برگزار خواهد کرد و شامل اجرای ترانه‌های هیت گروه و همچنین یک ترانهٔ ویژه است که برای نخستین بار در طی این رویداد منتشر خواهد شد. قبل از انتشار این ترانه، سکانسی در مستند نتفلیکس به نام بلک‌پینک: آسمان را روشن کن نمایش داده شد که اعضای گروه در طی روند ضبط این ترانه بودند. در ۲۴ ژوئیه ۲۰۲۲، یک تیزر پوستر در پابجی موبایل و حساب‌های رسمی بلک‌پینک در فضای مجازی، منتشر شد و تأیید شد که زمان انتشار این ترانه در ۲۹ ژوئیه خواهد بود. در ۲۷ ژوئیه، پابجی موبایل تصاویر تیزر در حساب‌های خود در فضای مجازی منتشر کرد و برای هر کدام از اعضای گروه آواتارهای ای‌آی قرار داد. رنگ پس‌زمینهٔ هر کدام از پوستر تیزرها، با رنگ گل‌های موجود در کاور آرت ترانه مشابه است. این ترانه در ۲۹ ژوئیه ۲۰۲۲ به عنوان یک موزیک ویدئوی انیمیشنی در یوتیوب منتشر شد.

## آهنگسازی
در یک مصاحبه پیش از کنسرت مجازی، وای‌جی انترتینمنت این ترانه را به عنوان «یک ترانهٔ پاپ با یک کول [بیت] دراپ که جریان استاتیک یک اجرای پیانوی غنایی را می‌شکند» توصیف کرد.

## موزیک ویدئو
در ۲۹ ژوئیه ۲۰۲۲، قرار است یک موزیک ویدئو در کنار این ترانه منتشر شود.

## اعتبارات
اعتبارات برگرفته از بلک‌پینک: آسمان را روشن کن است.
- بلک‌پینک – وکال
- تدی پارک – ترانه‌سرا
- کوش – ترانه‌سرا
- ۲۴ – ترانه‌سرا
- وی‌وی‌ان – ترانه‌سرا
- بکو بوم – ترانه‌سرا